# اوندورشیریت
اوندورشیریت (به زبان مغولی: Өндөрширээт сум، [Öndöršireet sum]؛ ᠥᠨᠳᠦᠷ ᠰᠢᠷᠡᠭᠡᠲᠦ ᠰᠤᠮᠤ، [öndür širegetü sumu]) یک شهرستان (سُوم) در مغولستان است که در استان توف واقع شده‌است.

## تقسیمات اداری
شهرستان اوندورشیریت متشکل از ۴ قصبه (باغ) می‌باشد، شامل:
- اویانغا (مغولی: Уянга баг، [Ujanga bag]؛ ᠤᠶᠠᠩᠭ᠎ᠠ ᠪᠠᠭ، [uyaŋɣ-a baɣ])
- بایان‌تول (مغولی: Баянтуул баг، [Bajantuul bag]؛ ᠪᠠᠶ᠋ᠠᠨ ᠲᠤᠤᠯᠠ ᠪᠠᠭ، [bayan tuula baɣ])
- خایرخان (مغولی: Хайрхан баг، [Xajrxan bag]؛ ᠬᠠᠶᠢᠷᠬᠠᠨ ᠪᠠᠭ، [qayirqan baɣ])
- سانت (مغولی: Сант баг، [Sant bag]؛ ᠰᠠᠩᠲᠤ ᠪᠠᠭ، [saŋtu baɣ])